# Pedro Girón
Pedro Girón de Acuña Pacheco (Belmonte, 1423-Villarrubia de los Ojos, 2 de mayo de 1466), noble castellano de la corte de Enrique IV de Castilla, maestre de la Orden de Calatrava desde 1445 hasta 1466 y señor de un vasto señorío que incluía las villas de Urueña, Tiedra, Peñafiel, Gumiel de Izán, Langayo, San Mamés, Piñel de Suso (Piñel de Abajo), Olvera, Gelves, Ortegícar, Briones, Santibáñez de Valdesgueva, San Vicente de la Sonsierra, Magaña, Osuna, Cazalla, Morón de la Frontera, el Arahal etc.

## Filiación
Pedro Girón era hijo segundo de Alfonso Téllez Girón y Vázquez de Acuña y su esposa María Pacheco, señora de Belmonte, casados en 1415. Por parte paterna, sus abuelos eran Martín Vázquez de Acuña, noble portugués afincado en Castilla desde 1397 que fue I conde de Valencia de Don Juan, y Teresa Téllez Girón, señora de Frechoso. Por parte materna, eran Juan Fernández Pacheco, noble también exiliado de Portugal —donde fue guardamayor del rey Juan I— y señor de Belmonte en Castilla, e Inés Téllez de Meneses, sobrina de la reina Leonor Téllez de Meneses.
Girón era hermano de Juan Pacheco, quien fue camarero mayor del príncipe Enrique —luego Enrique IV de Castilla—,
marqués de Villena, conde de Xiquena, duque de Escalona, adelantado mayor de Castilla y maestre de la Orden de Santiago, entre otras dignidades, y dominó la política del reino desde los últimos años del reinado de Juan II hasta casi el reinado de Isabel la Católica.

## Biografía

### Primeros años y ascenso en la Corte
Nació en Belmonte hacia el año 1423 y fue bautizado en la iglesia parroquial de San Bartolomé. Durante estos primeros años se crio en el palacio real como paje del príncipe Enrique, junto a su hermano Juan Pacheco. En 1443 recibió sus primeras mercedes: oficial de cuchillo de mesa, camarero mayor por cesión de su hermano Pacheco y notario mayor del reino de Castilla por donación del rey Juan II a petición del príncipe. El 24 de mayo del mismo año obtuvo una de las alcaldías mayores de Ecija —que en 1445 vendió a Lope Álvarez por mil doblas de oro— y, el 20 de noviembre, el alguacilazgo de Baeza. Simultáneamente, recibió la escribanía de rentas y el almojarifazgo de Jaén, el disfrute de los importes de los portazgos de Jaén, Baeza, Úbeda y Andújar, además del importe del «diezmo y medio diezmo de lo morisco» sobre el comercio interfronterizo que mantenían diversas localidades del obispado jiennense con el emirato de Granada. El 21 de agosto de 1444 el príncipe Enrique le concedió de por vida la escribanía del concejo de Medina del Campo, junto con otros de sus oficios de justicia, como el cargo de alguacil mayor de su cabildo, y la tenencia de la casa de Carrioncillo con sus montes. El 19 de mayo de 1445 se encontró en la batalla de Olmedo contra los infantes de Aragón y poco después le fue encargada la guarda y gobierno la ciudad de Segovia. El 25 de junio el príncipe le hizo merced de las villas de Urueña y Tiedra, en julio le concedió las tercias de la villa de Arévalo y su tierra y el 18 de septiembre le cedió cuantos derechos pudieran corresponderle sobre los bienes de moros de Jaén, Baeza, Úbeda y Andújar.

### Consecución del maestrazgo de Calatrava
En septiembre de 1445 Girón fue elegido maestre de la Orden de Calatrava por el voto del clavero García López de Padilla, de veintidós comendadores y de otros muchos freires clérigos y legos. El rey Juan II aprobó y ratificó esta elección el 22 de septiembre, ansioso de recompensar a Girón su participación en la batalla de Olmedo. Sin embargo, el comendador mayor Juan Ramírez de Guzmán, que obtuvo el respaldo de algunos comendadores, no reconoció esta elección, sino que se autotituló maestre de Calatrava y conquistó para sí algunas plazas y lugares de la orden. El 30 de junio de 1448 ambas partes firmaron un acuerdo por el que Juan Ramírez renunció a sus pretensiones a cambio de algunas concesiones monetarias.
Otra disputa sucesoria enfrentó a Girón con su contrincante y predecesor Alfonso de Aragón, duque de Villahermosa e hijo natural del rey aragonés, que conquistó las fortalezas y encomiendas en Aragón y Valencia y se hizo llamar maestre. Alfonso penetró en Castilla, llegando hasta Pastrana, pero fracasó pronto frente a la hueste dirigida por Girón, quien también llevó a cabo una campaña de castigo contra aquellos lugares que se habían sumado al bando enemigo (castigo que fue especialmente duro en Torrijos). Su elección fue confirmada por el abad del Císter el 23 de julio de 1452. Tres años más tarde, el 4 de marzo de 1455, Alfonso renunció definitivamente a sus pretensiones al maestrazgo.

### Consolidación patrimonial
El 21 de julio de 1448 el príncipe Enrique le concedió Peñafiel, villa que había recibido del monarca en virtud de la concordia celebrada en Astudillo dos años antes. Enrique, ya monarca de Castilla, confirmaría la donación el 12 de julio de 1456, mientras que el 8 de agosto inmediato le autorizaba a reedificar el castillo de la villa. En 1449 Girón integró junto al príncipe y su hermano Juan Pacheco, titulado marqués de Villena, una liga nobiliaria contra el condestable Álvaro de Luna. Además, recibió del príncipe la guarda del alcázar de Toledo. Sin embargo, al año siguiente las relaciones con Enrique se volvieron tensas, tal vez como consecuencia de la privanza de Rodrigo Portocarrero, por lo que Girón y Pacheco debieron huir a Segovia. En 1451 Girón fue despojado de la tenencia del alcázar toledano, que quedó en poder de Álvaro de Luna.
Tras la coronación de Enrique IV en 1454 y la consecución de la paz con Aragón, Girón intervino en la tala de la Vega de Granada (1455) y tuvo una destacada participación en la guerra de desgaste que, en mayo de 1456, culminaría con la conquista de Estepona. A finales de 1456 quedó como capitán general de la frontera con ocasión de la partida del monarca, que iba a pasar la Navidad en Plasencia. Girón se dirigió al reino de Murcia para luchar contra el rebelde Alonso Fajardo, de quien recibió en nombre del rey, tras vencerlo, la ciudad de Lorca y las villas de Caravaca, Cehegín, Socobos, Canara, Cieza, Calasparra, Mula, Alhama y Xiquena.
Ante el descontento de la nobleza frente a la privanza de Juan Pacheco, este y su hermano Girón se confederaron el 1 de enero de 1456 con el arzobispo de Sevilla, Alfonso de Fonseca, «contra todas las personas del mundo aunque ostenten la dignidad real». El 12 de abril de 1458 el monarca le donó la villa de Fregenal de la Sierra, cuyo alcázar estaba en posesión de Alfonso de Velasco, señor de Gandúl y Marchenilla. Previendo la oposición del concejo de Sevilla, el 2 de enero de ese año Girón había prometido a Velasco que el rey le daría una justa compensación por la tenencia del alcázar de Fregenal y que, si no fuese así, sería él mismo quien lo hiciese según la estimación que determinasen el obispo de Segovia y el licenciado Ruy Sánchez de Villalpando. Poco después encargó a Gómez de Rojas que tomase posesión de la villa y fortaleza de Fregenal. Pero a pesar de las reiteradas amenazas y órdenes reales, los regidores sevillanos se opusieron vehementemente a ceder un lugar de su alfoz y Girón no pudo hacerse nunca con el dominio efectivo de Fregenal.
Con ocasión del recrudecimiento de los conflictos castellano-aragoneses, Girón recibió nuevas donaciones que completaron su dominio sobre Peñafiel y su tierra. El 7 de octubre de 1459 el monarca le otorgó la villa de Gumiel de Izán, dándole poder a Fernando de Silva para que se posesionase de ella en nombre del maestre, y al día siguiente agregó a esta merced los lugares de Langayo, San Mamés y Piñel de Suyo, de los que Girón tomó posesión el 14, 23 y 24 de noviembre respectivamente. Días después, el 20 de octubre, recibió la villa de Briones, que le fue entregada el 6 de noviembre inmediato. Juan Pacheco logró que Girón se acercase a liga nobiliaria de los Enríquez, Manriques y Carrillo, descontentos con Enrique IV, para luego servir de mediador entre ella y el rey. Esta estrategia le reportó a Girón nuevas mercedes reales: las villas Bélmez y Fuenteovejuna, en el reino de Córdoba, que le fueron donadas el 6 de agosto de 1460.
También en 1460, Girón adquirió por compra la villa de Olvera, el castillo de Ayamonte, y las villas de Gelves y Ortegícar, en tierra sevillana, y pactó el matrimonio de su hijo Alfonso con una hija del conde de Miranda, acuerdo que incluyó la venta por parte del conde de Plasencia, hermano del suegro, de la villa y fortaleza de Jódar, en favor del hijo del maestre. Aunque el matrimonio no llegó a celebrarse, al año siguiente Girón adquirió la villa y el 24 de septiembre de 1461 recibía pleito homenaje de su alcaide Juan de Navarrete. El 27 de octubre del mismo año Juan Pacheco, a instancias de Girón, intercambió con la Orden de Alcántara sus posesiones extremeñas de Salvatierra, Villanueva de Barcarrota, el castillo de Azagala y un juro de 17 590 mrs. a cambio de las villas de Morón de la Frontera, Arahal y el castillo de Cote, las cuales luego traspasó a su sobrino Alfonso, heredero de Girón. El 14 de diciembre el maestre recibió del rey la villa de Magaña, que era parte de los dominios de Juan de Luna, sobrino de Álvaro de Luna. Ante la resistencia de la ciudad de Córdoba a entregarle Bélmez y Fuenteovejuna, el 13 de noviembre de 1463 el monarca le autorizó a trocarlas por las villas de Osuna y Cazalla, en tierra sevillana. La escritura para este trueque y permuta se realizó en Porcuna el 22 de marzo de 1464 y fue aprobada en Córdoba el 24 siguiente y confirmada por el rey el día 25.
En 1461, durante la guerra entre Enrique IV y el rey navarro aragonés, Girón dirigió las tropas que recobraron la ciudad de Logroño, cuyo gobierno y tenencia también obtuvo, y luego tomó las villas de Los Arcos, La Guardia, San Vicente y Viana. En 1462 comandó las fuerzas del maestrazgo y lograba apoderarse de Archidona, donde subió primero por una escala a la torre de homenaje de la fortaleza y fue herido en la cabeza. Envió como regalo la toca que le cubría en ese momento al papa Calixto III, que le hizo merced de los diezmos de la villa y su término, al mismo tiempo que el monarca le encargaba su mantenimiento y organización. En 1464 se le donó formalmente y pasaría a formar parte del conjunto territorial sobre el que instituyó mayorazgo dos años después. El maestre también llevó a cabo numerosas incursiones en la Vega y luego firmó con el emir nazarí una tregua desde noviembre a mayo de 1463 (extendida después hasta octubre).

### Guerra civil y muerte
El 16 de mayo de 1464, en Alcalá de Henares, Pacheco, Girón y el arzobispo de Toledo Alfonso Carrillo de Acuña  pactaron una alianza por la cual se comprometían a buscar una forma de apoderarse de los infantes Isabel y Alfonso —que, según ellos, estaban presos y amenazados de muerte— y no pactar sus matrimonios sin consentimiento de los firmantes. Unos días después, el 23 de mayo, el arzobispo toledano creó una nueva alianza que incluyó al almirante, a su hermano Enrique, conde de Alba de Liste, y a Rodrigo Manrique, conde de Paredes de Nava. Esta alianza, que se dirigió contra Enrique IV y su privado Beltrán de la Cueva, prometió a Girón que el hijo del rey aragonés, Alfonso, nunca le disputaría el maestrazgo calatravo, sino que quedaría en manos del arzobispo Carrillo hasta que fuese casado. El 25 de octubre, caldeada la situación por el nombramiento de Beltrán como maestre de Santiago, el monarca debió negociar y reconocer al infante Alfonso, su hermano, heredero del reino. Al siguiente, el 5 de junio de 1465, tenía lugar la denominada Farsa de Ávila y Enrique IV era destituido por la nobleza rebelde, la cual proclamó como nuevo rey al infante Alfonso.
Mientras tenían lugar los sucesos de Ávila, Girón estaba en Andalucía buscando la adhesión de las ciudades y la aristocracia de la región al bando rebelde. Primero se dirigió hacia los territorios del priorato de San Juan (Lora, Setefilla, Alcolea, Tocina) y de allí partió para sitiar la ciudad de Jaén, no sin antes asegurarse la obediencia de Úbeda y Baeza. Debió abandonar el cerco por falta de víveres y dirigirse hacia Carmona, pieza fundamental para sus planes, que capituló pronto. Sevilla, Jérez y otras localidades importantes de Andalucía también se sumaron a la revuelta a finales de 1465.
La situación exigió que el monarca negociase un acuerdo con Girón: este le prestaría unas 60 000 doblas y pondría a su disposición 3000 caballeros a su costa, pero a cambio le sería entregada la mano de la infanta Isabel, por entonces de 16 años. A este efecto se envió al caballero calatravo Pedro de Acuña a fin de conseguir del papa la dispensación de los votos del maestre para contraer matrimonio, la dispensación de minoría de edad y otra del nacimiento ilegítimo de su hijo, Rodrigo, al cual renunciaba el maestrazgo, pero con la condición de recuperarlo si moría. Obtenidas las bulas correspondientes y acompañado por un ejército de 3000 hombres, Girón salió de Almagro hacia Madrid para contraer matrimonio con Isabel. Sin embargo, cayó enfermo en Villarrubia de los Ojos y allí murió 8 días después, el 2 de mayo de 1466, con solo 43 años. Según una crónica de la época, siete días antes de su muerte una bandada de cigüeñas «que no sería onbre del mundo que contarlas pudiese» sobrevoló el castillo de Berrueco, donde había pernoctado, para luego dirigirse hacia la misma dirección que iba a tomar el maestre, lo cual fue tomado por mal augurio. Lo cierto es que la cronística asociará su fallecimiento repentino con la providencia divina, que habría escuchado las súplicas de Isabel y frustrado el casamiento de esta infanta con Girón:

Deshizo estos soberbios planes de D. Pedro Girón el Omnipotente, á cuyo poder nadie resiste y de cuyo juicio ni por apelación, ni por cautela se escapa; y ni el Maestre pudo consultar á sus adeptos, ni ellos darle consejo, porque atacado de súbita enfermedad en Villarrubia, cerca de Villarreal, no solamente hubo de desistir, á pesar suyo, de sus propósitos, sino que en época en que no reinaba pestilencia, y entre la multitud de personas sanas, él solo sufrió miserable muerte á consecuencia de una postema en la garganta.

Alfonso de Palencia, Crónica de Enrique IV, Libro IX, cap 1.

E asi, como el Maestre de Calatrava viniese con aquel proposito de casar con la hermana del Rey, é no queriendo Dios lo concertado, é no dando lugar á tan grand falsedad, supitamente le tomó en el camino el mal de la muerte, en tal manera, que dentro de diez dias murió, mas con poca devocion, que como chatólico Christiano debia morir, en tal manera, que su dañado propósito no pudo aver efecto, ni alcanzar lo que procuraba. De la muerte suya fue el rey muy pesante, porque se tenia por cierto que con su venida recobraria estado.
Diego Enríquez del Castillo, Crónica de Enrique IV, cap LXXXV.

El cuerpo de Girón fue llevado a sepultar en el Sacro Convento de la Orden de Calatrava, en la capilla colateral a la mano derecha del altar mayor, que para su entierro suyo había allí empezado a levantar por mano del artista Hanequín de Bruselas y que dotó con 10 000 mrs. de juro anual, dedicada al apóstol San Andrés y a San Bernardino de Sena, en sepulcro de alabastro muy alto y con una estatua yacente que lleva las armas de Girón y este epitafio:

Aquí yace el Muy Magnifico y muy Virtuosso Senor el noble don Pº Jirón, Maestre de la cavalleria de la orden de calatrava, Camarero Mayor del Rey de Castilla y León y del su Consexo, el qual, en veynte años que fue Maestre, en mucha prosperidad esta orden rigió, defendió y acrecentó en muy gran pujança. desta preste. vida falleçió a dos días de Mayo Anno del Señor M.CCCC.LX.VI.
Epitafio de Pedro Girón.

Al parecer, todo se hizo siguiendo las instrucciones del maestre Girón, ya que el 1 de junio de 1466 el capítulo de la Orden de Calatrava reunido en Almagro comunicó al concejo de Murcia que fue «llevado su cuerpo a la sepultura con aquella honor e reuerençia que podimos».

### Testamento
Pocos días antes de morir, el 28 de abril, Girón otorgó testamento ante los notarios Gil Gómez de Porras y Diego Sánchez de Cuéllar. Amparándose en la autorización del rey para disponer libremente de los bienes que le había concedido, dada el 22 de marzo de 1457, y en la subsiguiente licencia para fundar mayorazgo sobre los mismos, dada dos días después, el maestre estableció mayorazgo sobre su primogénito Alfonso y el mismo comprendió las villas de Peñafiel y Pinel con las Quintanillas, Gumiel de Izán, Ureña, Tiedra, Pobladura, Villafrechos, Villamayor y Briones, Santibáñez de Valdesgueva y San Vicente de la Sonsierra —en Castilla—, Osuna y la fortaleza de Cazalla, Morón de la Frontera, Arahal, Olvera, Archidona, la villa de Ortejícar con su dehesa y el lugar de Gelves —en Andalucía—, además de las tercias de Arévalo, de los oficios de Medina del Campo, la tenencia de la casa de Carrioncillo y los montes de Rebollar, las fortalezas y justicias de Carmona y los grandes oficios de camarero mayor de la cámara de paños y de notario mayor del reino. Por su parte, a su segundo hijo, Rodrigo, le dejó la dignidad de maestre de Calatrava, y al tercero, Juan, aquello que pueda corresponderle en los bienes de libre disposición. Su hija María recibiría 6000 florines como dote para su matrimonio, mientras que su esposa, Isabel de las Casas, la cantidad de 500 000 mrs., que deberían ser pagados por su heredero en caso de que no volviese a casar. Al ser sus tres hijos varones menores de edad, nombraba por tutores al marqués de Villena y a Enrique de Figueredo, su canciller y criado, y en que caso de que el primero se viese imposibilitado, al arzobispo de Toledo Alfonso Carrillo.
En su testamento también fundó una capellanía por las almas de sus padres en la Iglesia Colegial de Belmonte, en su capilla mayor, y la dotó con 6000 mrs. anuales, nombrando como patrono a su hijo mayor. En lo que respecta a su propia sepultura, la responsabilidad recayó en los freires del convento calatravo, que recibían 10 000 mrs. de juro de heredad a cambio de oraciones y la celebración de una misa diaria en la capilla. Girón dejó, además, numerosas mandas piadosas: 300 000 mrs. para la redención de cautivos, 200 000 para el reparo de iglesias, castillos y fortalezas de la orden, grandes cantidades para auxilio de huérfanas, dotación de doncellas y socorros de pobres, innumerables legados a sus deudos y servidores etc. Por testamentarios y ejecutores de su última voluntad, designó al mismo marqués de Villena, a Enrique de Figueredo, a fray Alonso de Oropesa, general de la Orden de San Jerónimo en el convento de San Bartolomé de Lupiana, y a fray Alonso de Mesa, prior del convento de Sisla.

## Matrimonio y descendencia
Antes de recibir el maestrazgo, Pedro Girón había estado concertado para casar con Beatriz de Aragón (que le llevaba en dote unos 30 000 mrs. de juro anual), la cual era hija no legítima de Enrique de Villena, señor de Iniesta, conde de Cangas y Tineo y maestre de Calatrava. La boda no se realizó y Girón, previa solicitud de la dispensa pontificia, llevó a Isabel de las Casas a Moral de Calatrava bajo promesa de matrimonio. Isabel era hija de Gómez de las Casas, señor de Gómez-Cardena, veinticuatro y fiel ejecutor de Sevilla y alcaide de Priego, y su esposa Leonor Fernández Hurtado.
Aunque Isabel y Girón no llegaron a contraer matrimonio, de esta pareja nacieron tres hijos —legitimados conjuntamente por bula papal del 16 de mayo de 1459— y una hija:
- Alfonso Téllez Girón II (c. 1453-1469), legitimado por bula papal el 22 de abril de 1456, que fue I conde de Urueña y heredero del mayorazgo de su padre, pero murió joven de una torcedura de pie, estando desposado con Blanca de Herrera, señora de Pedraza de la Sierra.[49]
- Rodrigo Téllez Girón (1456-1482), que fue XXIX maestre de Calatrava desde 1469.[50]
- Juan Téllez Girón (1456-1528), legitimado por cédula real el 30 de octubre de 1459,[48] que fue II conde de Urueña y sucedió a su hermano Alfonso.[51]
- María Girón, citada en el testamento de su padre cuando le deja dinero para su dote.[52]

Asimismo, tuvo con Inés de Meneses a:
- Inés Girón, dama de la reina Isabel la Católica, que casó con Francisco Enríquez de Quiñones, señor de la Vega de Ruy Ponce y las Grañeras y de la Torre de Benamocarra, alcaide de Setenil y de Vélez-Málaga, y testó el 29 de diciembre de 1493.[52]

## Semblanza
Según ha resumido el historiador Alfonso Franco Silva, la semblanza de Pedro Girón trasmitida por dos cronistas contemporáneos, Alfonso de Palencia y Diego Enríquez del Castillo, es «el retrato de un hombre cruel, falso, mal vasallo, traidor a su rey, brutal, mezquino, nada cristiano, atento solo a su medro personal, y para que nada falte, un hombre de mala fama, lleno de vicios e inclinado a la práctica del pecado nefando bien con el rey o con sus criados y servidores».

Dícese que al morir pronunció palabras de blasfemia acusando á Dios de crueldad por no haber prolongado su vida de cuarenta y tres años al menos cuarenta días más, para ostentar el último esfuerzo de la adquirida pujanza. Mas como nada aprovechaba aquella vana cólera, volvióse á algunos de sus criados favoritos con quienes, según se cree, le unían vergonzosas relaciones, y les dirigió breves palabras, bien distante de toda contrición (...) La voz del pueblo, que tiene algo de la voz de Dios, dió gran importancia a esta muerte, y atribuyó a milagro la desaparición de un tirano a quien sus inmensas y mal adquiridas riquezas habían hecho concebir tan atroz infamia.
Alfonso de Palencia, Crónica de Enrique IV, Libro IX, cap. I.

¡O Maestre D. Pedro Giron, ingrato criado y desvergonzado subdito! ¿qué infamia querras imponer al Rey, que te hizo, que á tí mesmo no te condenes? ¿qué males diras que hizo, que no sea escupir en tu cara? ¿en qué los querras desdorar, que tu no quedes vestido de lodo? Puede dime agora, ingrato criado, al que siempre te hizo mercedes, al que te dió tanta pujanza, al que te subió en tan alto estado, el que nunca te hizo yerro, é tantas veces perdonó a los tuyos, al que siempre te trató con mucho amor ¿cómo lo podiste deshonrar? ¿qual corazon te bastó para perseguillo tan sin piedad? ¿qué crueldad fue la tuya dalle tan feo pago por tan altos beneficios, como de él recebiste? Pues, blasfemador de Dios, é renegador de su divina bondad, ofendedor de su bendita clemencia con tan poco amor de su grand poderío, no me quiero maravaillar que deshonres al que te hizo del polvo.

Diego Enríquez del Castillo, Crónica de Enrique IV, cap. LXXXV.

El poderío y connivencia de Girón con su hermano, el marqués de Villena, aparece retratada en los siguientes versos del cancionero de Jorge Manrique:

E los otros dos hermanos
Maestres tan prosperados
como reyes
Cá los grandes é medianos
truxieron tan sojuzgados
a sus leyes
aquella prosperidad
que en tan alto fué subida
i ensalzada
¿Que fué sino claridad
qué cuando más encendida
fué amatada.
Jorge Manrique, Cancionero.